# 李載贄
李載贄（1513年—？），字進可，湖廣荊州府石首縣人，民籍，明朝政治人物。

## 生平
嘉靖十年（1532年）辛卯科湖廣鄉試第十八名舉人。嘉靖十四年（1535年）中式乙未科會試第八十一名，登第二甲第五十九名進士。官至禮部精膳司郎中。

## 家族
曾祖李希鴻；祖父李樁，曾任教諭；父李文炤，母黃氏。重庆下。